# 19575 Feeny
19575 Feeny è un asteroide della fascia principale. Scoperto nel 1999, presenta un'orbita caratterizzata da un semiasse maggiore pari a 2,2653651 UA e da un'eccentricità di 0,1150197, inclinata di 4,94719° rispetto all'eclittica.